# Efyra

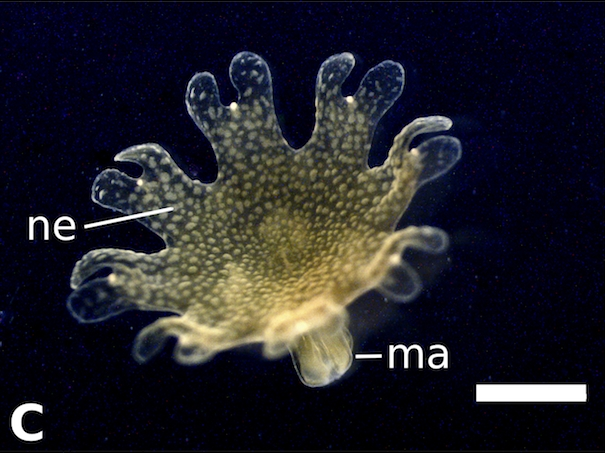
Efyra meduzy z gatunku Rhizostoma luteum, ne – nematocysty, ma – trzonek (manubrium)

Efyra (łac. ephira) – larwalne, wolnopływające stadium rozwojowe meduzy krążkopławów (scyfomeduza). Efyry powstają poprzez kolejne odrywanie się od ciała polipa w procesie strobilizacji, polegającej na poprzecznym podziale jego ciała. Następnie rozwijają się w młode meduzy, aż w końcu staną się dorosłymi osobnikami. Odżywia się głównie pierwotniakami i planktonem. Symetryczne ciało składa się z 4 lub 8 płatów wyraźnie powycinanych na brzegach.
Liczba efyr odłączanych od polipa podczas strobilizacji różni się w zależności od gatunku i warunków środowiska. U niektórych krążkopławów występuje rozwój efyry z planuli bez polipa i strobilizacji. W niektórych gatunkach, np. u chełbii modrej (Aurelia aurita), można zaobserwować proces, w którym z efyr powstają polipy.